# Capraia (Tremiti)
Capraia (ook wel Caprara genoemd) is een van de vijf eilanden van de archipel van de Tremitische Eilanden die in het centrale deel van de Adriatische Zee ligt. De vijf eilanden vormen samen een gemeente en maken deel uit van de Apulische provincie Foggia.
Hoewel Capraia het op een na grootste eiland van de Tremitische archipel is, is het onbewoond. Het is vernoemd naar de hier veel voorkomende kappertjesplant (Capparis spinosa). Capraia heeft een kaal oppervlak; de kust is zeer grillig. In het uiterste oosten ligt de natuurlijke brug Architiello. Tussen San Nicola en Capraia staat in zee op 15 meter diepte een beeld van Padre Pio, een geliefd doel bij duikers.
Op Caprai staan maar twee gebouwen, de vuurtoren en het Casa dei Coatti, aanvankelijk gebouwd als gevangenis, later in gebruik genomen als boerderij.